# ویدئوترون
ویدئوترون (انگلیسی: Vidéotron) شرکت مخابرات کانادایی است، که در سال ۱۹۶۴ تأسیس شد.